# Amblyodipsas ventrimaculata
Amblyodipsas ventrimaculata är en ormart som tillhör släktet Amblyodipsas inom familjen stilettormar.

## Kännetecken
Arten är en liten orm med en längd på 30,5-44,5 centimeter. Honorna blir större än hanarna. Fjällen är släta och glansiga. På ormens rygg finns en bred purpur-brun rand. Fjällen kan vara gulaktiga på topparna. Sidorna är gula och övergår i vitt på magen. I vissa fall finns det svarta fläckar utspridda på magen. Ormen är giftig. 

## Utbredning
Botswana, nordöstra Namibia, nordvästra Zimbabwe och sydvästra Zambia (Kalahariöknen).

## Levnadssätt
Hittas i sandig miljö i de flesta delarna av Kalahariöknen. Äter grävande reptiler som masködlor och benlösa skinkar.